# Recea-Cristur
Recea-Cristur es una comuna Rumania, en el distrito de Cluj. Su población en el censo de 2002 era de 1.704 habitantes.
- Datos: Q12725083

1. ↑  Worldpostalcodes.org,código postal n.º 407480.